# Koruška (Slovenija)
Koruška ili Slovenska Koruška (slov. Koroška i Slovenska Koroška) naziv je područja u Sloveniji, koji je povijesno pripadao Koruškome vojvodstvu, čiji je veći dio nakon Prvog svjetskog rata pripao Austriji, te čini saveznu zemlju Korušku (njem. Kärnten), a manji dio Kraljevini SHS. Danas je ovaj dio Koruške jedna od neformalnih pokrajina u Sloveniji.

## Zemljopisne značajke
Koruška obuhvaća područje dvije doline: Mežičke i Dravske. Krajolik je obilježen i dvije gorjima: Karavanke i Savinjske Alpe.
Na tom su području gradovi Dravograd, glavni grad Ravne na Koroškem, Črna, Mežica i Prevalje. Samo područje Koruške u Sloveniji je razdijeljenu u dva dijela: istočniji kraj oko grada Ravne na Koroškem (Dravska i Mežiška dolina), te zapadni kraj koji obuhvaća općinu Jezersko blizu Kranja.

## Gospodarstvo
Od gospodarskih grana razvijene su šumarstvo, seoski turizam i stočarstvo. Područje oko Jezerskog osobito je pogodno za liječenje očnih bolesti.